# Ella baila sola (canción)
«Ella baila sola» es una canción de la banda estadounidense Eslabón Armado y el cantante mexicano Peso Pluma. La canción fue escrita por Pedro Julián Tovar y producida por él mismo junto a Ernesto Fernández. Se lanzó oficialmente el 17 de marzo de 2023 a través de DEL Records y Prajin Records como el sencillo líder de Desvelado (2023), el sexto álbum de estudio del grupo.
La canción fue bien recibida por la crítica y por el público, ya que logró debutar dentro del top 30 de la lista Hot 100 de Billboard en Estados Unidos. Logrando en su momento el debut más alto y la posición más alta para una canción del género regional mexicano, superando a «Soy el único» —pero fue sobrepasado meses después por «Un x100to» ya que esta debutó en el top 10—. Ella baila sola llegó a la posición número 4 y también logró encabezar Hot Latin Songs por varias semanas. La canción ha vendido en Estados Unidos 240 mil unidades, por lo que fue certificada como multiplatino por la Recording Industry Association of America (RIAA).

## Antecedentes
Después de que el cantante Peso Pluma iniciara el año 2023 con algunos éxitos como «AMG», «PRC» e «Igualito a mi apá» y lograra reconocimiento internacional en muy poco tiempo, Pedro Tovar, vocalista principal de Eslabón Armado, lo contactó para grabar una canción que tenía escrita, y así grabar la primera colaboración entre ambos artistas. A inicios de febrero del mismo año se publicó un adelanto de esta en las historias de Instagram del grupo, días después se subió un video con un fragmento de la letra y música al perfil oficial de TikTok de la agrupación anunciando la canción sin revelar el nombre, ese video y su audio se hicieron virales llegando los usuarios de esa plataforma a usarlos más 150 mil veces en ese momento. La canción se lanzó oficialmente el 17 de marzo, publicando un video de la letra oficial en el canal de YouTube de DEL Records.

## Recepción crítica
Isabela Raygoza de la revista Billboard declaró: "(«Ella baila sola») entra con fuerza con una melodía de guitarra ardiente que cautiva instantáneamente de principio a fin, y la interacción vocal entre Peso (Pluma) y Eslabón Armado suena perfecta", concluyedo en que "la canción estará en la lista de las mejores canciones latinas de todos los tiempos". El editor Andrew Unterberger dijo: "Es la canción adecuada en el momento adecuado con los colaboradores adecuados".
En las 500 mejores canciones de todos los tiempos se puso a Ella Baila Sola en el puesto 402 de la lista

## Desempeño comercial
A tan solo horas de su estreno, la canción se colocó en los primeros lugares de ventas en iTunes y de reproducciones en Spotify en países como México, Colombia, Guatemala, El Salvador y Estados Unidos. Logrando también ser trending topic en plataformas como Instagram y TikTok. El 23 de marzo de 2023 obtuvo sus primeras entradas a listas de popularidad debutando en el número 26 en el Billboard Hot 100 y en el número 2 en Hot Latin Songs.
Con su debut superó la anterior posición más alta de Eslabón Armado en Latin Songs, que era con la canción «Jugaste y sufrí» que llegó al número 3 en 2021, mientras que también le dio su punto más alto en el Hot 100. De igual manera le dio a Peso Pluma sus mejores posiciones en esas listas, superando a «AMG» que llegó al 6 en Latin Songs y 66 en el Hot 100.
Tuvo apariciones en otras listas como en el Global 200 y en Mexico Songs, debutando en el número 12 y número 1 respectivamente. En su semana de estreno acumuló 16 millones de reproducciones tan solo en Estados Unidos, teniendo la segunda semana con mayor streaming para el debut de una canción latina, por debajo de «TQG» de Karol G y Shakira, por lo que «Ella baila sola» debutó en la primera posición de Latin Streaming Songs y en el top 10 de Streaming Songs general. También, esto le dio la semana debut con más streaming para una canción de regional mexicano, por encima de «Bebé Dame» de Fuerza Regida y Grupo Frontera. Con mil descargas en su primera semana, la canción ingresó al top 5 de la lista Latin Digital Song Sales. En la plataforma de TikTok, en sus primeras dos semanas, el fragmento o audio oficial de la canción se utilizó en más de medio millón de videos. Y logró ser la canción latina en español con más reproducciones del momento en la última semana de marzo. En su tercera semana en la lista Hot 100, Peso Pluma acumuló 5 canciones posicionadas al mismo tiempo en la semana del 15 de abril, empatando en esa fecha con la cantante de R&B SZA y el cantante country Morgan Wallen, y se distinguió por ser el mexicano con más entradas a ese listado, con 5 en total.

## Video musical
Un video musical de la canción se estrenó el 7 de abril de 2023 a través del canal de YouTube de DEL Records, el video fue grabado en Beverly Hills, California y está inspirado en una fiesta de los años 1920 teniendo como referencia la película de El gran Gatsby (2013). Este acumuló las 10 millones de reproducciones en los primeros 4 días después de su publicación. El video, fue un fenómeno en distintas plataformas como YouTube, Facebook y Twitch, ya que varias celebridades de internet de diferentes lugares del mundo como Argentina, España, Inglaterra y otros, hacían contenido al respecto, grabándose y reaccionando a la primera impresión al ver el video, aumentando la popularidad y vistas de la canción. El video lo protagonizan Peso Pluma y el grupo, junto a las modelos Jailyne Ojeda y Valeria Pambi. Después del estreno del video, se le relacionó sentimentalmente a Peso Pluma y Ojeda, ya que fueron vistos varias veces paseando muy cercano uno del otro, especulando algunos medios que era una forma de generarle publicidad al sencillo.

## Presentaciones en vivo
La canción fue incluida en el set de canciones tocadas en la gira musical de Peso Pluma Doble P Tour. El 28 de abril de 2023 Peso actuó en solitario la canción por primera vez en televisión en el programa estadounidense The Tonight Show de Jimmy Fallon, al presentarse logró ser el primer artista solista mexicano en actuar en ese programa. En julio, la banda interpretó la canción en los Premios Juventud, en la ceremonia ganó el premio como Mejor Canción Regional Mexicana. En septiembre, el grupo apareció en el programa matutino Good Morning America, con su interpretación de la canción, la banda fue el primer acto de regional mexicano al aire en ese programa.

## Posicionamiento en listas
| Lista (2023)                          | Mejor posición |
| ------------------------------------- | -------------- |
| Argentina (Hot 100)                   | 10             |
| Bolivia (Bolivia Songs)               | 2              |
| Canadá (Hot 100)                      | 62             |
| Centroamérica (Monitor Latino)        | 7              |
| Chile (Chile Songs)                   | 1              |
| Colombia (Colombia Songs)             | 1              |
| El Salvador (Monitor Latino)          | 2              |
| Ecuador (Ecuador Songs)               | 3              |
| España (PROMUSICAE Top 100)           | 10             |
| Estados Unidos (Billboard Hot 100)    | 4              |
| Estados Unidos (Streaming Songs)      | 1              |
| Estados Unidos (Hot Latin Songs)      | 1              |
| Global 200 (Billboard)                | 1              |
| Irlanda (IRMA)                        | 61             |
| Lituania (AGATA)                      | 21             |
| Luxemburgo (Luxembourg Songs)         | 22             |
| México (Mexico Songs)                 | 1              |
| Nicaragua (Monitor Latino)            | 6              |
| Nueva Zelanda (RMNZ)                  | 26             |
| Países Bajos (Dutch Single Tip)       | 68             |
| Perú (Peru Songs)                     | 5              |
| Portugal (AFP)                        | 100            |
| República Dominicana (Monitor Latino) | 2              |
| Suecia (Sverigetopplistan)            | 33             |
| Suiza (Schweizer Hitparade)           | 28             |
| Suiza (Switzerland Songs)             | 21             |

## Certificaciones
| País           | Organismo certificador | Certificación       | Ventas certificadas | Ref.   |
| -------------- | ---------------------- | ------------------- | ------------------- | ------ |
| Estados Unidos | RIAA                   | 21× platino (Latin) | 1 260 000           | [ 2 ]  |
| España         | PROMUSICAE             | 2× platino          | 120 000             | [ 52 ] |

## Premios y nominaciones
| Año  | Premios                  | Categoría                                    | Resultado | Ref.   |
| ---- | ------------------------ | -------------------------------------------- | --------- | ------ |
| 2023 | Premios Juventud         | Mejor Canción Regional Mexicana              | Ganadora  | [ 53 ] |
| 2023 | Premios MTV MIAW         | Himno Viral                                  | Nominado  | [ 54 ] |
| 2023 | Premios MTV MIAW         | Hit Galáctico del Año                        | Nominado  | [ 54 ] |
| 2023 | MTV Video Music Awards   | Mejor Video Latino                           | Nominado  | [ 55 ] |
| 2023 | Premios Billboard Latino | Hot Latin Song — Canción del Año             | Ganadora  | [ 56 ] |
| 2023 | Premios Billboard Latino | Hot Latin Songs — Colaboración Vocal del Año | Ganadora  | [ 56 ] |
| 2023 | Premios Billboard Latino | Canción del Año — Streaming                  | Ganadora  | [ 56 ] |
| 2023 | Premios Billboard Latino | Canción Regional Mexicana del Año            | Ganadora  | [ 56 ] |
| 2023 | Premios Billboard Latino | Global 200 — Canción Latina del Año          | Nominada  | [ 57 ] |
| 2023 | Premios Billboard Latino | Canción del Año — Ventas                     | Nominada  | [ 57 ] |
| 2023 | Premios Grammy Latinos   | Canción del Año                              | Nominada  | [ 58 ] |
| 2023 | Premios Grammy Latinos   | Mejor Canción Regional Mexicana              | Nominada  | [ 58 ] |